# NGC 1194
NGC 1194 في الفهرس العام الجديد، هي مجرة، تقع في كوكبة قيطس. اكتشفت في 23 نوفمبر 1883 بواسطة إدوارد ستيفان.

## روابط خارجية
- NGC 1194 على موقع ويكي سكاي: DSS2, SDSS, GALEX, IRAS, Hydrogen α, X-Ray, Astrophoto, Sky Map, Articles and images